# Милорад Янкович
Милорад М. Янкович (Белград, 13 липня 1924 — Белград, 24 липня 2002) — один із найвидатніших сербських біологів та екологів.
Він був університетським професором на біологічному факультеті та президентом Сербського екологічного товариства. Він також писав наукову фантастику і був видатним письменником цього жанру.

## Наукова та професійна кар'єра
Професор Янкович розпочав свою кар'єру в Музеї природної історії сербської землі в Белграді в 1943 році. У 1955 році здобув докторський ступінь. на біологічній групі природничо-математичного факультету в Белграді з дисертацією «Екологія, поширення, систематика та еволюція роду в Югославії».
У 1970 році стає професором цього ж факультету. Він був першим директором кафедри біологічних наук, яка згодом переросла в біологічний факультет. Він є засновником і багаторічним керівником кафедри екології та географії рослин біологічної групи медичного факультету, а також кафедри фізіологічної та біохімічної екології рослин Інституту біологічних досліджень імені Сініші Станковіча. Багато років керував Інститутом ботаніки та Ботанічним садом.
За довгу та плідну діяльність опублікував понад 1000 наукових і фахових праць, доповідей, досліджень, планів території. Автор понад 30 книг, монографій та підручників. У рамках своєї педагогічної роботи, окрім керівництва підготовкою багатьох дипломних, магістерських і докторських робіт, він організовував заняття та викладав у Центрі мультидисциплінарних досліджень, на географічному факультеті, біологічній групі Університету Крагуєваца та Науково-математичний факультет у Приштині. Він був постійним або почесним членом багатьох наукових і професійних товариств.

## Робота в галузі наукової фантастики
Янкович був письменником-фантастом і видатним членом першої сербської фундації наукової фантастики з 1983 року. років до смерті. проф. Доктор Александр Б. Неделькович каже, що професор Янкович зробив значний внесок у роботу, респектабельність і успіх Товариства друзів наукової фантастики «Лазар Комарчич».
Проф. Янкович прочитав видатні лекції про роль фантазії та уяви у творчості та науковій діяльності («Беокон 86»), про проблему космізації людства у творах Костянтина Ціолковського (1991), про міста як середовище сучасності та майбутнє життя людського роду (1992) та багато інших.
У 1992 році під псевдонімом Міле Янкович Белі опублікував роман Бліде місячне світло у виданні «Znak Sagita». Про цю книгу критик Ілія Бакіч каже: «Попри всі вади, цей роман, як нетиповий, але вдалий твір у сучасному вітчизняному науково-фантастичному виробництві, заслуговує на увагу».

## Призи та нагороди
Янкович був лауреатом двох Жовтневих премій Белграда, премії Сьомого липня, а також кількох листів подяки та грамот. Нагороджений орденом «За заслуги перед народом зі срібними променями».